# Serafín Bejérez
Rufino Serafín Bejérez Pereira das Neves (Melo, 13 de julio de 1952-Melo, 29 de octubre de 2022) fue un criador de caballos, productor rural y político uruguayo, vinculado al Partido Nacional.

## Biografía
Fue intendente de Cerro Largo a finales de los años 90, vinculado al Partido Nacional.
Hermano del también político Rony Bejérez, hizo sus estudios secundarios en el Liceo Monseñor Lasagna de la ciudad de Melo.
Debutó en política en las elecciones de 1984, apoyando la candidatura de Juan de la Cruz Silveira Zabala.
Más tarde, acompañaría a Villanueva Saravia en sus campañas políticas, siendo protagonista absoluto de las elecciones municipales de 1994, siendo electo edil departamental por la lista 58.
Tres años después, él es denunciado por falsificación de documentos, siendo procesado con tres años de prisión, y su inhabilitación para ejercer la ciudadanía.
Al morir Villanueva el 12 de agosto de 1998, quién debería asumir el cargo era Diego Saravia, el padre del difunto, porque el primer suplente (Echenique) pereció ahogado, y él estaba inhabilitado, pero el presidente Sanguinetti determinó que él asumiese el cargo, renunciando un año después.
Su gestión estuvo marcada por diversos actos de corrupción, que le derivaron varios procesamientos con prisión, como el acontecido en diciembre del 2000.
En medio de su gestión promovió la candidatura de su esposa Alejandra Rivero a la diputación, por las listas 33 y 333, cuya banca fue obtenida en las nacionales 1999, apoyando a la candidatura de Luis Alberto Lacalle.
Hasta hace un tiempo, estuvo alejando de la política, dedicándose a la cría de caballos, volviendo apenas al ruedo en 2015, apoyando la lista 55 de su hermano Rony Bejérez, retomando definitivamente el ruedo político en 2019, integrando dichas listas junto a Alejandra.
Posteriormente, abandona la agrupación de su hermano, que apoyaba la candidatura de Pablo Duarte Couto, y en la Convención Departamental anunciaron el apoyo a José Yurramendi, reflotando la lista 33 en cara a las elecciones de mayo de 2020.